# The Rock (band)
The Rock was een Nederlandse christelijke rockband uit Zwolle.
The Rock speelde stevige gitaarrock met een Amerikaans geluid. De band heeft drie keer op het Flevo Festival gespeeld, speelde op Winter Wonder Rock 2003 en hield de cd-presentatie van hun tweede album Spread The News in popcentrum Hedon, Zwolle. Ook was The Rock tot twee keer toe te gast in de 3FM-studio tijdens het programma X-Noizz-radio.
In november 2003 heeft de band hun tweede album opgenomen in de Mailmen-studio van Martijn Groeneveld in Utrecht. Op 7 april 2006 is in het popcentrum Hedon, Zwolle de ep Back To Where We Started gepresenteerd. Op dit maxi-singletje staan vijf studiotracks, livetracks en een videoclip.
Na het vertrek van zangeres Winanda stopte de band in 2007 definitief.

## Bandleden
- Winanda van Ommen - zang
- Robert Sollie - drums, zang
- Matthijs Tempelman - basgitaar, zang
- Gert Paalvast - gitaar
- Quintijn Tempelman - gitaar, zang

## Discografie
- Demo (ep) (juni 2000)
- XXL (november 2001)
- Spread The News (februari 2004)
- Back to where we Started (ep) (april 2006)